# Liste der Baudenkmale in Oldenburg (Oldb) – Elisabethstraße
In der Liste der Baudenkmale in Oldenburg (Oldb) – Elisabethstraße stehen alle Baudenkmale der Elisabethstraße in Oldenburg (Oldb). Der Stand der Liste ist das Jahr 2022.

## Allgemein
In den Spalten befinden sich folgende Informationen:
- Lage: die Adresse des Baudenkmales und die geographischen Koordinaten. Kartenansicht, um Koordinaten zu setzen. In der Kartenansicht sind Baudenkmale ohne Koordinaten mit einem roten Marker dargestellt und können in der Karte gesetzt werden. Baudenkmale ohne Bild sind mit einem blauen Marker gekennzeichnet, Baudenkmale mit Bild mit einem grünen Marker.
- Bezeichnung: Bezeichnung des Baudenkmales
- Beschreibung: die Beschreibung des Baudenkmales. Unter § 3 Abs. 2 NDSchG werden Einzeldenkmale und unter § 3 Abs. 3 NDSchG Gruppen baulicher Anlagen und deren Bestandteile ausgewiesen.
- ID: die Objekt-ID des Baudenkmales
- Bild: ein Bild des Baudenkmales, ggf. zusätzlich mit einem Link zu weiteren Fotos des Baudenkmals im Medienarchiv Wikimedia Commons. Wenn man auf das Kamerasymbol klickt, können Fotos zu Baudenkmalen aus dieser Liste hochgeladen werden:

Zurück zur Hauptliste
| Lage                                          | Bezeichnung       | Beschreibung | ID       | Bild           |
| --------------------------------------------- | ----------------- | --- | -------- | -------------- |
| Elisabethstraße 1 53° 8′ 10″ N, 8° 13′ 0″ O   | Museum            | An der Ecke zum Damm. Zweigeschossiger Backsteinbau von sieben Achsen über Kellersockel unter Walmdach. Mittig Portal, von gekuppelten korinthischen Säulen auf Postamenten eingefasst, darüber verkröpftes Gebälk mit Inschrift „AUGUSTEUM“, darauf zwei sitzende Figuren (Allegorien der Malerei und der Bildhauerei, von Dietrich Kropp). Sockel mit Quaderverkleidung, Rahmung des Portals und Balusterbrüstungen sowie Mittelsäulchen und Couronnement der gekuppelten Obergeschossfenster sowie Fries des Kranzgesimses mit festontragenden Putten in Werkstein, ansonsten Backsteingliederung: dünne Profile um die Bögen der rundbogigen Fenster, im Erdgeschoss horizontale Bänder, geschossteilender Fries mit Zahnschnitt und hohes Kranzgesims mit auskragendem Konsolfries. Darüber bis 1875 eine Balustrade mit 19 festontragenden Putten. Im Treppenhaus Tafelbilder und Deckengemälde von Christian Griepenkerl, 1878. Erbaut 1865–1867 auf Initiative des 1843 gegründeten Oldenburger Kunstvereins und mit Unterstützung des Herzogshauses als öffentliche Gemäldegalerie, Architekt Ernst Klingenberg. Seit 1981 Teil des Oldenburger Landesmuseums. | 37420335 |                |
| Elisabethstraße 2 53° 8′ 10″ N, 8° 12′ 58″ O  | Wohnhaus          | Zweigeschossiger Putzbau von vier Achsen auf Kellersockel mit niedrigem Drempel unter Pyramidendach. Mittig im OG Balkon auf Konsolen. Eingang auf der linken Seite. Putzgliederung: geschossteilende Gesimse, Fensterrahmungen, Brüstungsfelder, im OG Ädikulen. Erbaut 1856 für Ministerpräsident von Rössing. | 37461964 |                |
| Elisabethstraße 3 53° 8′ 9″ N, 8° 12′ 57″ O   | Wohnhaus          | Zweigeschossiger Putzbau von vier Achsen über Kellersockel unter Walmdach. Fenster segmentbogig, zu zweit zusammengezogen. Putzgliederung: horizontale Fugen am Sockel, geschossteilende Gesimse, Profile um die Fensterbögen, Fries unter der Traufe. Auf der linken Seite Anbau, zurückgesetzter Eingangsvorbau, davor ein großflächig durchfensterter Eckbau, rückwärtig fortgesetzt. Erbaut 1857, Anbau 1905. | 37461987 |                |
| Elisabethstraße 4 53° 8′ 9″ N, 8° 12′ 56″ O   | Wohnhaus          | Zweigeschossiger Putzbau über Sockelgeschoss unter Walmdach. Linker Teil zweiachsig, Sockel podestartig polygonal vorgezogen, darauf im EG Loggia und im Obergeschoss Balkon. Rechter Teil Risalit, im EG Gruppe von drei gestaffelten Fenstern, darüber polygonaler Erker, im Dach in achteckigen Turm unter Schweifpyramide übergehend. Rechter Teil einachsig mit Einang. Putzgliederung: am Sockel horizontale Fugen, geschossteilende Gesimse, Fensterrahmungen. Erbaut 1906 durch Maurermeister L. Freytag. | 37462009 |                |
| Elisabethstraße 5 53° 8′ 9″ N, 8° 12′ 56″ O   | Wohnhaus          | Zweigeschossiger Putzbau von fünf Achsen über Kellersockel mit niedrigem Drempel unter Walmdach. Seitliche Fenster jeweils zu zweit gruppiert. Putzgliederung: Fensterrahmungen, Brüstungsfelder, im OG Ädikulen, geschossteilendes Gesims zwischen den Fenstern, Traufgesims. Auf der rechten Seite leicht zurückgesetzter moderner Anbau, anstelle eines polygonalen Eckturms. Erbaut 1857, Anbau 1957. | 37462031 |                |
| Elisabethstraße 7 53° 8′ 6″ N, 8° 12′ 53″ O   | Landgericht       | Zweigeschossiger Backsteinbau von 17 Achsen über Sockelgeschoss ehemals unter Walmdach, heute mit moderner Attikaaufstockung unter Flachdach. Zweiachsige Eckrisalite und dreiachsiger Mittelrisalit mit Eingang und moderner Freitreppe. Fenster alle rundbogig und gekuppelt, Mittelsäulchen und Couronnement mit Oculus in Werkstein. Sparsame Backsteingliederung: geschossteilendes Gesims, Traufgesims, im OG Profile um die Fensterbögen. Auf der linken Seite zurückgesetzter Wohnhausanbau, eingeschossiger traufständiger Putzbau von vier Achsen unter Mansarddach mit Schopfwalm. Erbaut 1857–1859, Architekt Hero Diedrich Hillerns, Aufstockung 1969. | 37420357 |                |
| Elisabethstraße 8 53° 8′ 3″ N, 8° 12′ 50″ O   | Oberlandesgericht | Vierflügelanlage, entstanden durch mehrere Erweiterungen des Kernbaus. Kernbau der Westflügel (Elisabethstraße 8) und ein Teil des Nordflügels. Dreigeschossiger Putzbau mit L-förmigem Grundriss auf Sockelgeschoss mit Werksteingliederung unter Satteldach. Zur Elisabethstraße 17 Achsen, Fenster in den Wandflächen jeweils zu zweit zusammengezogen. Polygonale einachsige Ecktürme mit einem vierten Geschoss als achteckigem Aufsatz unter geschweifter Haube. Dreiachsiger Mittelrisalit, dort im EG drei Arkaden einer Loggia vor dem Haupteingang, erstes OG mit hohen Rundbogenfenstern, zweites OG als Mezzanin, dort polygonale Eckerker ansetzend, diese mit einem zweiten Geschoss ins Dach fortgesetzt und unter geschweifter Haube. Über dem Risalit geschweifter Zwerchgiebel in Renaissanceformen, dahinter hochgezogenes Walmdach mit bekrönendem Dachreiter. Auf dem Satteldach in ganzer Breite wohl jüngere Schleppgaupen. Werksteingliederung: Rustizierung des Sockels und des Erdgeschosses, geschossteilende Gesimse, Fensterrahmungen, z. T. mit vereinfachten Vorhangbögen z. T. mit Ädikulen in Renaissanceformen, Wappenfeld über der Loggia, verzierte Brüstungsfelder an den beiden Erkern, Konsolen, Lisenen, verkröpfte Gesimse und Kugelaufsätze am Giebel. Stirnseiten zweiachsig und mit Schweifgiebeln analog zum Mittelrisalit. Nordlfügel des Kernbaus analog zum Westflügel gestaltet, links vom Giebelrisalit weitere drei Achsen (Fenster hier nicht zusammengezogen) und Ecktürmchen. Erste Erweiterung der Nordflügel (Gerichtsstraße 4), dreigeschossiger Putzbau mit Werk- und Backsteingliederung unter Walmdach. Haupttrakt von sieben Achsen, Sockel und Erdgeschoss mit Rustikagliederung, Obergeschosse mit kolossalen Backsteinblendarkaden, Walmgaupe. Rechts davon zurückgesetzter dreiachsiger Trakt unter Walmdach, daran zwei weitere Achsen als Zwischenbau zum Kernbau. Ostflügel (Schubertstraße / Richard-Wagner-Platz 1) viergeschossig unter Walmdach, nach Süden vortretend, an der Stirnseite zum Richard-Wagner-Platz Loggia. Südflügel (ehemals Staatsanwaltschaft, heute Oberlandesgericht, Mozartstraße 5) dreigeschossig auf Sockelgeschoss unter Flachdach. Westflügel (Kernbau) 1900–1902, Architekt Adolf Rauchheld; Nordflügel 1907–1908, Architekt Adolf Rauchheld; Ostflügel und Südflügel wohl 1950er Jahre. | 37420379 | Weitere Bilder |
| Elisabethstraße 9 53° 8′ 2″ N, 8° 12′ 48″ O   | Wohnhaus          | Eckhaus zur Mozartstraße. Zweigeschossiger Putzbau von vier Achsen über Sockelgeschoss unter Walmdach. Tiefer Mittelrisalit, im EG zweiachsig, im OG gestaffelte Dreifenstergruppe, Zwerchgiebel unter Krüppelwalmdach. Linke Achse mit Balkon. Polygonaler dreigeschossiger Eckturm unter Knickpyramide. Links zur Mozartstraße drei Achsen, rechts Auslucht. Sparsame Putzgliederung: Fensterrahmungen. Vorgarten. Erbaut 1906, Architekt Ludwig Freytag. | 37460176 |                |
| Elisabethstraße 10 53° 8′ 1″ N, 8° 12′ 47″ O  | Wohnhaus          | Zweigeschossiger Putzbau von drei Achsen über Sockelgeschoss. Rechts tiefer dreigeschossiger Risalit mit Zwerchgiebel. Mittig Sockel halbrund vorgezogen, darüber Terrasse, im OG Balkon. Eingang links. Zwei Giebelgaupen. Rauputz, Fenstersohlbänke in Werkstein. Vorgarten. Erbaut 1907, Architekt Ludwig Freytag. | 37464699 |                |
| Elisabethstraße 12 53° 8′ 1″ N, 8° 12′ 46″ O  | Wohnhaus          | Zweigeschossiger Putzbau von drei Achsen über Sockelgeschoss unter Mansardwalmdach. Rechts breiter Risalit, davor flacher zweigeschossiger Standerker, mit geschweiftem Zwerchgiebel in Renaissanceformen. Links Sockel vorgezogen, darauf im EG Loggia und im OG Balkon. Auf der linken Seite zurückgesetzter Vorbau mit Eingang. Vorgarten. Erbaut 1906, Architekt Ludwig Freytag. | 37473020 | BW             |
| Elisabethstraße 13 53° 8′ 0″ N, 8° 12′ 46″ O  | Wohnhaus          | Zweigeschossiger Putzbau von vier Achsen über Sockelgeschoss unter Walmdach. Zweiachsiger Mittelrisalit, Zwerchgiebel mit mittigem Walm. Links schmale Achse mit Eingang, darüber Jahreszahl „1906“. Rechts Auslucht, darüber Balkon und gestaffelte Dreifenstergruppe. Schleppgaupe. Sparsame Werksteingliederung: Fensterrahmungen. Vorgarten. Erbaut 1906, Architekt Ludwig Freytag. | 37473045 | BW             |
| Elisabethstraße 14 53° 8′ 0″ N, 8° 12′ 45″ O  | Wohnhaus          | Zweigeschossiger Putzbau von drei Achsen über Sockelgeschoss unter Walmdach. Rechts flacher Risalit, davor Auslucht unter Balkon und gestaffelter Dreifenstergruppe, Zwerchgiebel mit Fachwerk. Auf der linken Seite zurückgesetzter Vorbau mit Eingang. Rechts im Souterrain jüngerer Garageneinbau. Schleppgaupe. Vorgarten mit Einfriedung aus Eisengittern und massiven Pfosten. Erbaut 1908, Architekt Ludwig Freytag. | 37473070 |                |
| Elisabethstraße 15 53° 8′ 0″ N, 8° 12′ 44″ O  | Wohnhaus          | Giebelständiger zweigeschossiger Putzbau von drei Achsen über Sockelgeschoss unter Schopfwalmdach. Rechts zweigeschossiger Standerker, darüber modern veränderter Balkon. Links Sockel polygonal vorgezogen, darüber Loggia, im OG Balkon. Auf der linken Seite zurückgesetzter Vorbau mit Eingang. Am Giebel ursprünglich Fachwerk. Vorgarten. Erbaut 1908, Architekt Ludwig Freytag. | 37473095 | BW             |
| Elisabethstraße 16 53° 7′ 59″ N, 8° 12′ 44″ O | Wohnhaus          | Gelegen am Straßenknick. Zweigeschossiger giebelständiger Putzbau über Sockelgeschoss unter Mansarddach. Rechts und links polygonale zweigeschossige Standerker, links über Eck geführt, dazwischen im EG und OG Balkon. Im Giebel sechs Fenster unter Oculus. Links unter Ausnutzung des Straßenknicks breiter zurückgesetzter Anbau von drei Achsen unter Walmdach, daran auf der linken Seite Eingang. Rechts schmalerer zurückgesetzter Vorbau unter Mansardwalmdach. Einzige Putzgliederung ein Girlandenmotiv unter dem Giebeloculus. Vorgarten und eiserne Einfriedung. Erbaut 1911, Architekt Ludwig Freytag. | 37473120 |                |
| Elisabethstraße 17 53° 7′ 58″ N, 8° 12′ 44″ O | Wohnhaus          | Zweigeschossiger Putzbau von vier Achsen über Kellersockel unter Walmdach. In der zweiten Achse von links Risalit, davor polygonaler eingeschossiger Standerker, Zwerchgiebel ursprünglich mit Fachwerk, unter Schopfwalm. Eingang links mit Loggia. Sparsame Putzgliederung: Fensterrahmungen, Brüstungsfelder mit Festons unter den Obergeschossfenstern rechts, über dem Eingang die Jahreszahl „1909“. Vorgarten und eiserne Einfriedung. Erbaut 1909, Architekten Gebr. Barkemeyer. | 37473146 |                |
| Elisabethstraße 18 53° 7′ 58″ N, 8° 12′ 44″ O | Wohnhaus          | Zweigeschossiger Putzbau von drei Achsen über Sockelgeschoss unter Walmdach. Breitere rechte Achse als Risalit, davor Auslucht unter Balkon, mit Zwerchgiebel. Links Sockel polygonal vorgezogen mit jüngerem Garageneinbau, darauf Terrasse. Auf der linken Seite zurückgesetzter Vorbau mit Eingang. Schleppgaupe. Vorgarten und eiserne Einfriedung. Erbaut 1909, Architekt Ludwig Freytag. | 37473171 |                |
| Elisabethstraße 19 53° 7′ 58″ N, 8° 12′ 44″ O | Wohnhaus          | Eckhaus zur Beethovenstraße. Eingeschossiger giebelständiger Putzbau von vier Achsen über Sockelgeschoss unter Schopfwalmdach. In den beiden mittleren Achsen rechteckiger Wintergartenanbau unter Mansardwalmdach. Auf der linken Seite zurückgesetzter Vorbau mit Eingang. Auf der rechten Seite Schleppgaupe. Vorgarten. Erbaut 1910, Architekt Ludwig Freytag. | 37473196 |                |